# Blok 45 (Nový Bělehrad)

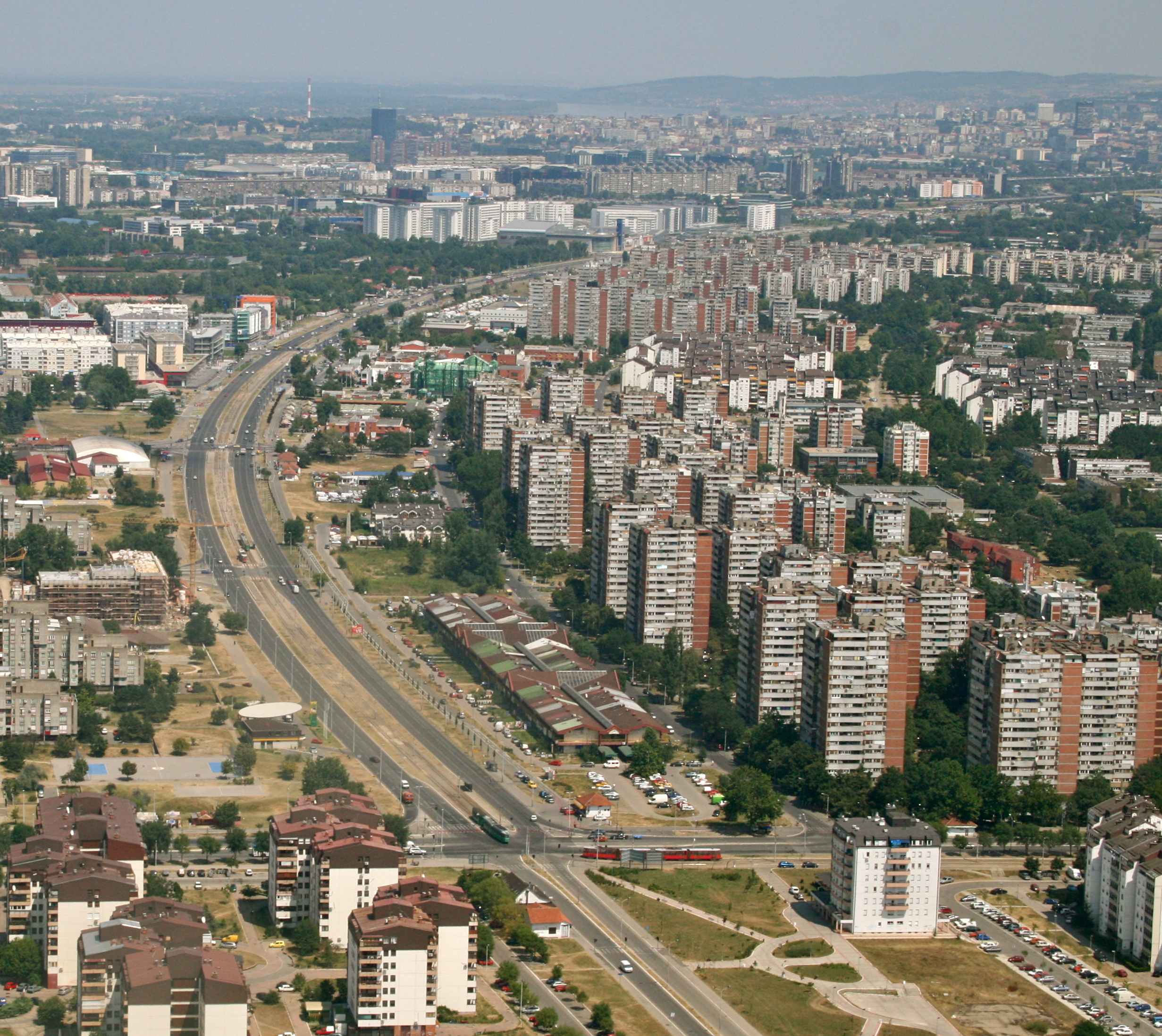
Ulice Jurija Gagarina s Blokem 45 (vpravo). Historické centrum města a zbyteké Nového Bělehradu se nachází v pozadí.

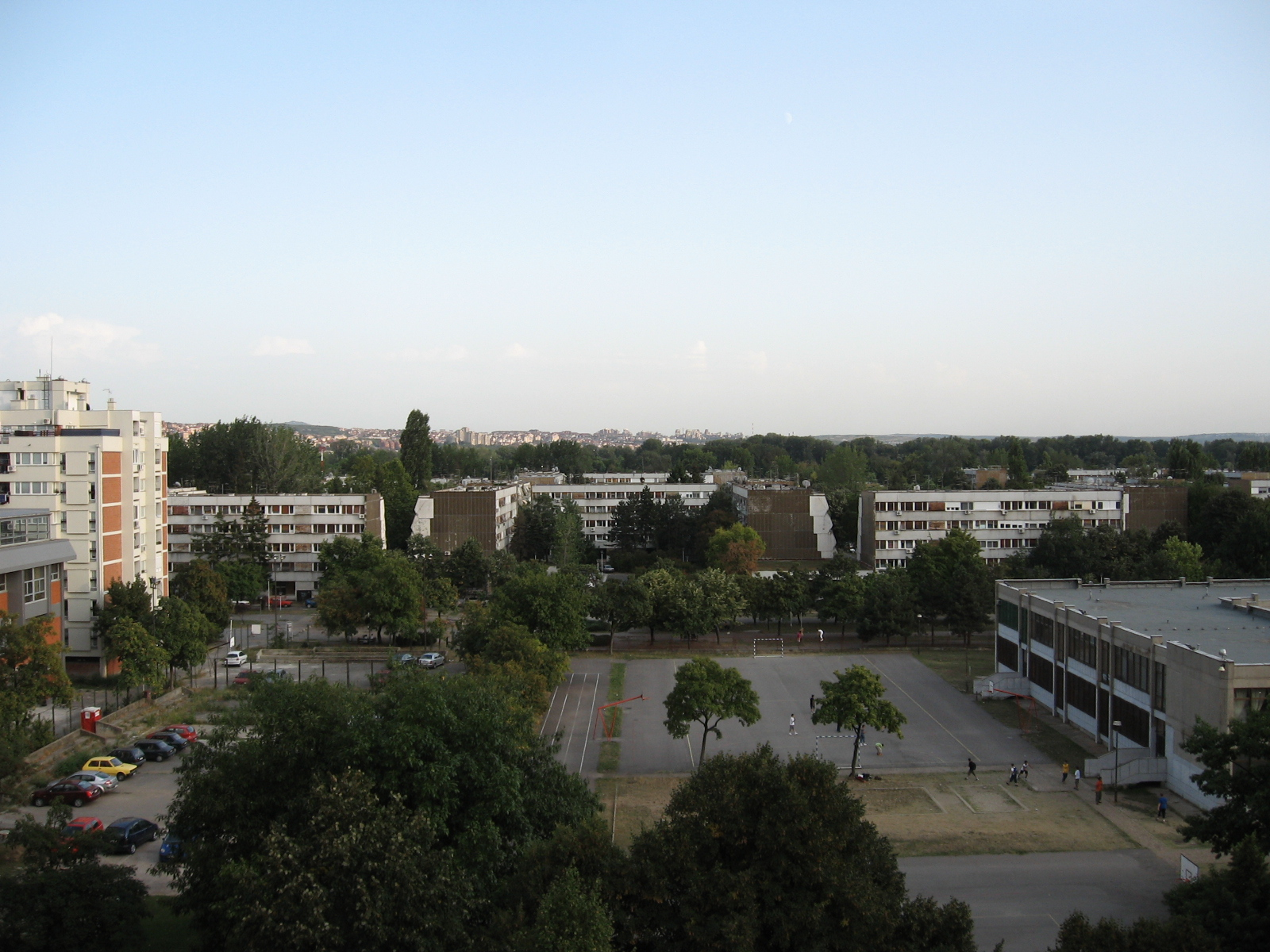
Centrální část bloku.

Blok 45 (v srbské cyrilici Блок 45) se nachází v srbské metropoli Bělehradu, v místní části Nový Bělehrad, v lokalitě Blokovi. Představuje obytný komplex/sídliště, který vymezují ulice Jurija Gagarina (ze severu), Dr. Ivana Ribara ze západu a Nehruova z východu. Jižní hranici pak tvoří řeka Sáva. Celkem zaujímá komplex plochu 61,8 ha.[zdroj?] Žije zde cca 18 000 lidí.
Ze západu navazuje Blok 71 a z východu Blok 44. 

## Historie
Na místě současného sídliště se nacházel v minulosti lužní les a močál. V 50. letech byl tento močál vysušen a poté v souvislosti s výstavbou sídliště zasypán. 
V roce 1964 se uskutečnila veřejná soutěž na rozvoj této části břehu řeky Sávy, která se nachází naproti ostrovu Ada Međica. V roce 1966 byl přijat jeden z předložených návrhů. Výstavba byla zahájena o několik málo let později.
Výstavba probíhala v letech 1968–1972, poté, co byla vybudována většina Nového Bělehradu. I proto také vznikl Blok 45 na jeho samotném okraji; západním směrem k Surčinu se po dokončení tohoto celku obytná výstavba již nerozšiřovala (s výjimkou Bloku 71). Jeho součástí je 45 výškových budov, 23 budov se čtyřmi patry, jedna základní škola a dvě školky. Budovy v komplexu navrhl architekt Mihailo Čanak a Branko Aleksić. Urbanistický plán pro Blok 45 je dílem Milutina Glavičkého. 
Roku 1984 byla k Bloku 45 přivedena tramvajová trať. 

## Známé osobnosti
V Bloku 45 žil značný počet známých osobností Srbska i Jugoslávie. Patří mezi ně např. Aleksandar Vučić, Slobodan Milošević, Radovan Karadžić, zpěváci Jelena Ristić, Jovan Radovanović, Dušan Kojić, Zafir Hadžimanov, Dragi Jelić, režisér Radivoje Andrić, sportovci Radmilo Armenulić, Predrag Miloš, Dimitrije Bjelica a mnozí další. 